# Cirolana urostylis
Cirolana urostylis är en kräftdjursart som beskrevs av Menzies 1962. Cirolana urostylis ingår i släktet Cirolana och familjen Cirolanidae. Inga underarter finns listade i Catalogue of Life.